# Jesse Thomas
Pour les articles homonymes, voir Jesse Thomas (homonymie) et Thomas.
Jesse Burgess Thomas, né en 1777 et décédé en mai 1853, est un homme politique américain, membre du Parti républicain-démocrate et ancien sénateur de l'Illinois de 1818 à 1829. C'est également le premier sénateur de l'Illinois avec Ninian Edwards.